# Filip Novák
Filip Novák, född 26 juni 1990, är en tjeckisk fotbollsspelare som spelar för den tjeckiska klubben Sigma Olomouc.

## Klubbkarriär
Den 6 augusti 2020 värvades Novák av turkiska Fenerbahçe, där han skrev på ett treårskontrakt. I september 2022 värvades Novák av emiratiska Al Jazira, där han skrev på ett ettårskontrakt. Året därpå skrev han ett ettårskontrakt med den tjeckiska klubbeen Sigma Olomuc.

## Landslagskarriär
Novák debuterade för Tjeckiens landslag den 31 mars 2015 i en 1–0-förlust mot Slovakien, där han blev inbytt i den 81:a minuten mot Adam Hloušek.